# NK Maribor
Maillots
Actualités
Le Nogometni Klub Maribor, communément appelé NK Maribor, littéralement Football Club de Maribor en français, est un club slovène de football fondé en 1960 et basé à Maribor.
Le NK Maribor est le club le plus titré du championnat de Slovénie de football.

## Repères historiques
- 1960 : fondation du club
- 1992 : 1re participation à une Coupe d'Europe. À la suite de sa victoire en Coupe de Slovénie, le club prend part à la Coupe des vainqueurs de coupe où il défait le club maltais de Hamrun Spartans FC (victoire 5 buts à 2 au cumulé) au tour préliminaire, avant de chuter face à l'Atlético de Madrid (défaite 1 but à 9 sur l'ensemble des deux matchs) au premier tour de la compétition.
- 1997 : 1er titre de champion de Slovénie pour Maribor. C'est le début d'une série de 7 titres consécutifs jusqu'en 2003.
- 1999 : Maribor élimine l'Olympique lyonnais au troisième tour préliminaire de la Ligue des champions en le battant deux fois, d'abord à Gerland (1-0), puis à Maribor (2-0)[3]. Le club obtient ainsi sa première participation à la phase finale de la C1. Opposé dans la poule A à la Lazio Rome, au Bayer Leverkusen et au Dynamo Kiev, le club n'obtient qu'une seule victoire (1-0 face à Kiev à l'extérieur) et un nul (0-0 sur le terrain du Bayer Leverkusen) pour quatre défaites. Il termine à la quatrième place et est alors éliminé de toute compétition européenne.
- 2012 : Maribor obtient son dixième championnat à la suite de sa victoire 8-0 face au NK Triglav Kranj.
- 2014 : Maribor se qualifie de nouveau pour la Ligue des champions en sortant le Celtic FC en barrages (1-1 à domicile, 1-0 à Glasgow)[4].

## Bilan sportif

### Palmarès
| Compétitions nationales | Compétitions internationales |

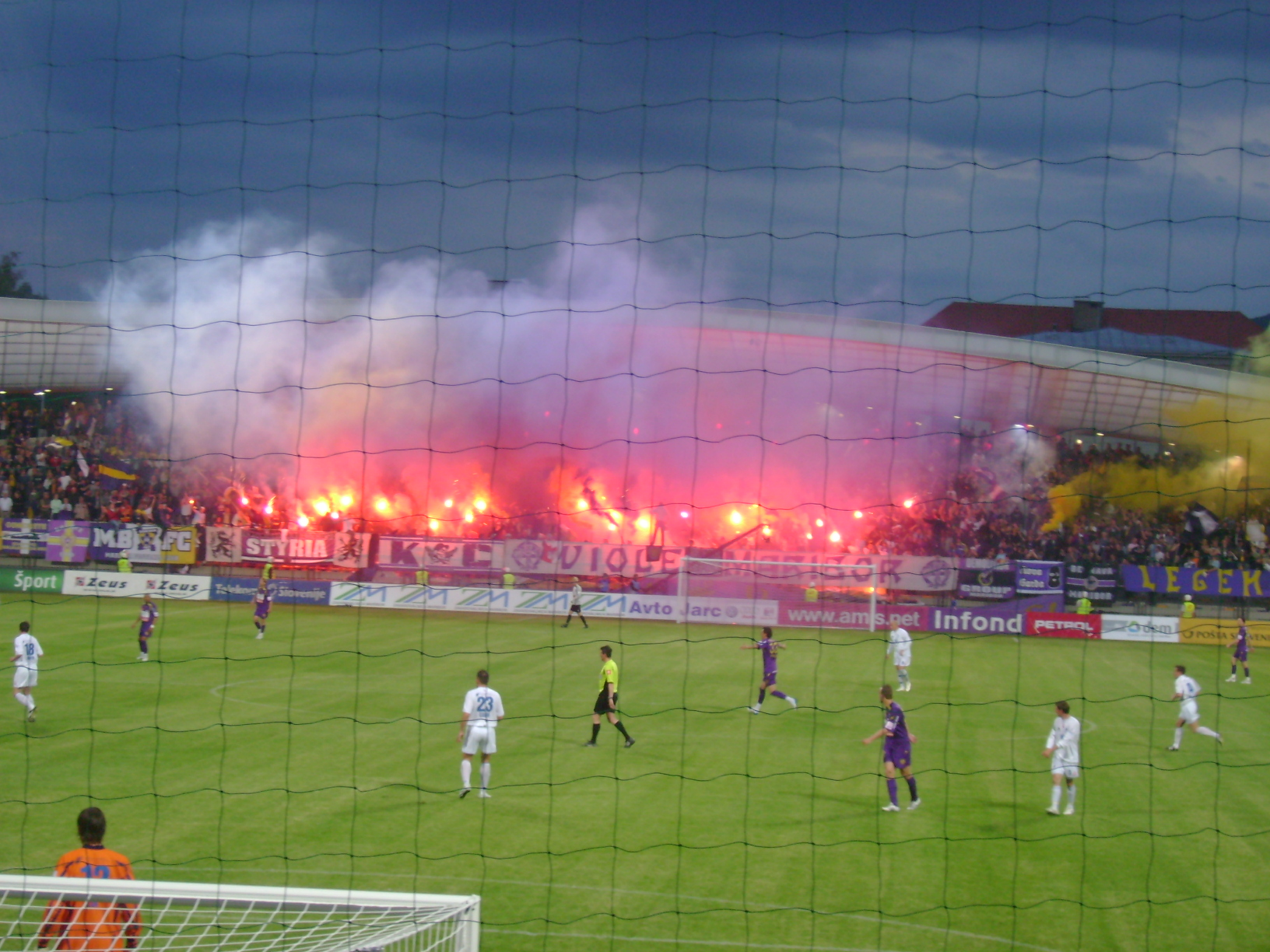
Supporters de Maribor.

| - Championnat de Slovénie (16) - Champion : 1997, 1998, 1999, 2000, 2001, 2002, 2003, 2009, 2011, 2012, 2013, 2014, 2015, 2017, 2019 et 2022 - Vice-champion : 1992, 1993, 1995, 2010, 2016, 2018, 2020, 2021, 2024 et 2025 - Coupe de Slovénie (9) - Vainqueur : 1992, 1994, 1997, 1999, 2004, 2010, 2012, 2013, 2016 - Finaliste : 2007, 2008, 2011, 2019, 2023 - Supercoupe de Slovénie (4) - Vainqueur : 2009, 2012, 2013, 2014 - Finaliste : 2010 et 2011 |                              |

### Bilan par saison
Légende
- Vainqueur de la compétition.
- Vice-champion ou finaliste de la compétition.
- Troisième de la compétition.

| Saison    | Championnat | Championnat | Championnat | Championnat | Championnat | Championnat | Championnat | Championnat | Championnat | Championnat | Coupe de Slovénie   |
| Saison    | Division    | Pos         | Pts         | J           | V           | N           | D           | BP          | BC          | Diff        | Coupe de Slovénie   |
| --------- | ----------- | ----------- | ----------- | ----------- | ----------- | ----------- | ----------- | ----------- | ----------- | ----------- | ------------------- |
| 1991-1992 | 1re         | 2e          | 59          | 40          | 25          | 9           | 6           | 76          | 29          | +47         | Vainqueur           |
| 1992-1993 | 1re         | 2e          | 48          | 34          | 18          | 12          | 4           | 50          | 20          | +30         | Huitièmes de finale |
| 1993-1994 | 1re         | 3e          | 42          | 30          | 16          | 10          | 4           | 55          | 24          | +31         | Vainqueur           |
| 1994-1995 | 1re         | 2e          | 42          | 30          | 17          | 8           | 5           | 61          | 23          | +38         | Demi-finales        |
| 1995-1996 | 1re         | 4e          | 53          | 36          | 14          | 11          | 11          | 47          | 32          | +15         | Huitièmes de finale |
| 1996-1997 | 1re         | 1er         | 71          | 36          | 21          | 8           | 7           | 71          | 34          | +37         | Vainqueur           |
| 1997-1998 | 1re         | 1er         | 76          | 36          | 24          | 4           | 8           | 69          | 34          | +35         | Quarts de finale    |
| 1998-1999 | 1re         | 1er         | 66          | 33          | 19          | 9           | 5           | 72          | 29          | +43         | Vainqueur           |
| 1999-2000 | 1re         | 1er         | 81          | 33          | 25          | 6           | 2           | 90          | 30          | +60         | Demi-finales        |
| 2000-2001 | 1re         | 1er         | 62          | 33          | 18          | 8           | 7           | 61          | 36          | +25         | Quarts de finale    |
| 2001-2002 | 1re         | 1er         | 66          | 33          | 19          | 9           | 5           | 64          | 23          | +41         | Demi-finales        |
| 2002-2003 | 1re         | 1er         | 62          | 31          | 18          | 8           | 5           | 56          | 31          | +25         | Quarts de finale    |
| 2003-2004 | 1re         | 3e          | 54          | 32          | 15          | 9           | 8           | 51          | 34          | +17         | Vainqueur           |
| 2004-2005 | 1re         | 7e          | 51          | 32          | 15          | 6           | 11          | 47          | 36          | +11         | Demi-finales        |
| 2005-2006 | 1re         | 4e          | 54          | 36          | 16          | 6           | 14          | 51          | 42          | +9          | Demi-finales        |
| 2006-2007 | 1re         | 3e          | 57          | 36          | 15          | 12          | 9           | 64          | 50          | +14         | Finale              |
| 2007-2008 | 1re         | 4e          | 52          | 36          | 14          | 10          | 12          | 55          | 46          | +9          | Finale              |
| 2008-2009 | 1re         | 1er         | 63          | 36          | 17          | 12          | 7           | 62          | 44          | +18         | Demi-finales        |
| 2009-2010 | 1re         | 2e          | 63          | 36          | 18          | 8           | 10          | 58          | 44          | +14         | Vainqueur           |
| 2010-2011 | 1re         | 1er         | 75          | 36          | 21          | 12          | 3           | 65          | 25          | +40         | Finale              |
| 2011-2012 | 1re         | 1er         | 85          | 36          | 26          | 7           | 3           | 88          | 35          | +53         | Vainqueur           |
| 2012-2013 | 1re         | 1er         | 78          | 36          | 24          | 6           | 6           | 80          | 35          | +45         | Vainqueur           |
| 2013-2014 | 1re         | 1er         | 77          | 36          | 24          | 5           | 7           | 78          | 31          | +47         | Finale              |
| 2014-2015 | 1re         | 1er         | 79          | 36          | 24          | 7           | 5           | 74          | 32          | +42         | Demi-finales        |
| 2015-2016 | 1re         | 2e          | 68          | 36          | 19          | 11          | 6           | 78          | 37          | +41         | Vainqueur           |
| 2016-2017 | 1re         | 1er         | 73          | 36          | 21          | 10          | 5           | 63          | 30          | +33         | Demi-finales        |
| 2017-2018 | 1re         | 2e          | 80          | 36          | 24          | 8           | 4           | 76          | 28          | +48         | Quarts de finale    |
| 2018-2019 | 1re         | 1er         | 78          | 36          | 23          | 9           | 4           | 81          | 33          | +48         | Finale              |
| 2019-2020 | 1re         | 2e          | 67          | 36          | 20          | 7           | 9           | 66          | 39          | +27         | Huitièmes de finale |
| 2020-2021 | 1re         | 2e          | 63          | 36          | 17          | 12          | 7           | 64          | 31          | +33         | Quarts de finale    |
| 2021-2022 | 1re         | 1er         | 70          | 36          | 21          | 7           | 8           | 57          | 37          | +20         | Quarts de finale    |
| 2022-2023 | 1re         | 3e          | 62          | 36          | 18          | 8           | 10          | 70          | 43          | +27         | Finale              |

### Bilan européen
| Compétition              | P  | M   | V  | N  | D  | BP  | BC  | Diff. |
| ------------------------ | -- | --- | -- | -- | -- | --- | --- | ----- |
| Ligue des champions (C1) | 16 | 82  | 32 | 20 | 30 | 94  | 111 | -17   |
| Coupe des coupes (C2)    | 2  | 8   | 3  | 1  | 4  | 21  | 16  | +5    |
| Ligue Europa (C3)        | 17 | 69  | 17 | 21 | 31 | 72  | 104 | -32   |
| Ligue Conférence (C4)    | 5  | 20  | 6  | 4  | 10 | 19  | 26  | -7    |
| Coupe Intertoto          | 3  | 14  | 9  | 2  | 3  | 26  | 14  | +12   |
| Total                    | 43 | 193 | 67 | 48 | 78 | 232 | 271 | -39   |

## Joueurs et personnalités du club

### Entraîneurs successifs
Le tableau suivant présente la liste des entraîneurs du club depuis 1989.
| Rang | Nom                 | Période   |
| ---- | ------------------- | --------- |
| 1    | Andrija Pflander    | 1960-1961 |
| 2    | Vladimir Šimunić    | 1961-1968 |
| 3    | Jože Kirbiš         | 19??-19?? |
| 4    | Milorad Kašanin     | 19??-19?? |
| 5    | Vladimir Šimunić    | 1961-1968 |
| 6    | Kemal Omeragić      | 19??-1970 |
| 7    | Ivan Marković       | 1970      |
| 8    | Šemso Kajtaz        | 19??-19?? |
| 9    | Zorko Hlavač        | 19??-19?? |
| 10   | Predrag Đekić       | 19??-1976 |
| 11   | Vojislav Simeunović | 1976-19?? |
| 12   | Alfonz Horvatič     | 19??-19?? |

| Rang | Nom                 | Période   |
| ---- | ------------------- | --------- |
| 13   | Rajko Raševič       | 19??-1979 |
| 14   | Ivan Marković       | 1979-1980 |
| 15   | Zlatko Papec        | 1980-19?? |
| 16   | Tomislav Prosen     | 19??-19?? |
| 17   | Vojislav Simeunović | 19??-19?? |
| 18   | Zorko Hlavač        | 19??-19?? |
| 19   | Vinko Donko         | 19??-19?? |
| 20   | Đorđe Grubišić      | 19??-19?? |
| 21   | Vojislav Simeunović | 19??-1989 |
| 22   | / Marin Bloudek     | 1989-1993 |
| 23   | Branko Horjak       | 1993-1994 |
| 24   | Marin Bloudek       | 1994-1995 |

| Rang | Nom                 | Période   |
| ---- | ------------------- | --------- |
| 25   | Branko Horjak       | 1995      |
| 26   | Bojan Prašnikar     | 1996-2000 |
| 27   | Matjaž Kek          | 2000      |
| 28   | Ivo Šušak           | 2000-2001 |
| 29   | Matjaž Kek          | 2001      |
| 30   | Bojan Prašnikar     | 2001-2002 |
| 31   | Matjaž Kek          | 2002-2004 |
| 32   | Branko Horjak       | 2004-2005 |
| 33   | Vojislav Simeunović | 2005      |
| 34   | Marijan Pušnik      | 2006-2007 |
| 35   | Milko Đurovski      | 2007      |
| 36   | Branko Horjak       | 2007-2008 |

| Rang | Nom              | Période   |
| ---- | ---------------- | --------- |
| 37   | Darko Milanič    | 2008-2013 |
| 38   | Ante Čačić       | 2013      |
| 39   | Ante Šimundža    | 2013-2015 |
| 40   | Saša Gajser      | 2015      |
| 41   | Krunoslav Jurčić | 2015-2016 |
| 42   | Darko Milanič    | 2016-     |